# Sićevo (Pristina)
Pour les articles homonymes, voir Sićevo.
Siqevë en albanais et Sićevo en serbe latin (en serbe cyrillique : Сићево) est une localité du Kosovo située dans la commune/municipalité de Pristina, district de Pristina (Kosovo) ou district de Kosovo (Serbie). Selon le recensement kosovar de 2011, elle compte 337 habitants, tous albanais.

## Démographie

### Évolution historique de la population dans la localité
| 1948 | 1953 | 1961 | 1971 | 1981 | 1991 | 2011 |
| ---- | ---- | ---- | ---- | ---- | ---- | ---- |
| 258  | 272  | 309  | 381  | 422  | 403  | 337  |

|  |